# تود ديفيز
تود ديفيز (بالإنجليزية: Tod Davies)‏ هي كاتبة سيناريو وممثلة أمريكية، ولدت في 1955.

## أعمال

### أفلام
- الخوف والبغض في لاس فيغاس[4]

## وصلات خارجية
- تود ديفيز على موقع IMDb (الإنجليزية)
- تود ديفيز على موقع ألو سيني (الفرنسية)
- تود ديفيز على موقع أول موفي (الإنجليزية)
- تود ديفيز على موقع قاعدة بيانات الأفلام السويدية (السويدية)
- تود ديفيز على موقع قاعدة بيانات الفيلم (الإنجليزية)
- تود ديفيز على موقع كينوبويسك (الروسية)